# Armand Seghers
Armand Seghers (ur. 21 czerwca 1926 w Zelzate – zm. 15 marca 2005 tamże) – belgijski piłkarz grający na pozycji bramkarza. Był reprezentantem Belgii.

## Kariera klubowa
Całą swoją karierę piłkarską Seghers spędził w klubie ARA La Gantoise, w którym w sezonie 1946/1947 zadebiutował pierwszej lidze belgijskiej i grał w nim do 1965 roku. Wraz z La Gantoise wywalczył wicemistrzostwo Belgii w sezonie 1954/1955 oraz zdobył Puchar Belgii w sezonie 1963/1964.

## Kariera reprezentacyjna
W reprezentacji Belgii Seghers zadebiutował 25 grudnia 1952 w wygranym 1:0 towarzyskim meczu z Francją, rozegranym w Colombes. W swojej karierze grał w eliminacjach do MŚ 1954. Od 1952 do 1960 rozegrał w kadrze narodowej 11 meczów.